# Свети Николай Каснидзки
„Свети Николай Каснидзки“ (на гръцки: Άγιος Νικόλαος του Κασνίτζη) е средновековна православна църква в град Костур (Кастория), Егейска Македония, Гърция. В 1924 година църквата е обявена за паметник на културата.

## Местоположение
Църквата е разположена на площад „Омония“, близо до средновековната цитадела.

## История
Изградена е към края на XI век или до третата четвърт на XII век и съдейки по ктиторския надпис, носи името на своя ктитор византийския благородник Никифор Каснидзис. Ктиторът е изобразен на източната стена на нартекса заедно с жена си Ана, подаващ модел на църквата на патрона Свети Николай.
Ктиторският надпис гласи:
| „ | ΠΟΛΛΩΝ ΤΕΤΕΥΧΩC ΔΩΡΕΑΝ CΩΝ ΤΡΙCΜΑΚΑΡ ΑΦΟΥ ΠΕΡΗΛΘΟΝ ΕΙC TO ΚΛΑΥΘΜΩΝΟC ΠΕΔΩΝ ΑΛΙΤΡΟC ΟΙΚΤΡΟC OIKETHC KAKEPΓΑΤΗC TANYN ANICTΩ ΤΟΝ ΝΕΩΝ ΝΙΚΗΦΟΡΟC. TYXH MAΓΙCTOP KAI TOYΠΙΚΛΙΝ ΚΑCNITZHC. BAΘΡΟΝ ΑΠ' ΑΚΡΩΝ ΠΛΗΝ ΖΕΟΝΤΙ ΤΩ ΠΟΘΩ. CEΠΤΑΙC KATAΛΑΠΝΟΝ ΤΑ ΧΡΩΜΑΤΟΥΡΓΙΑΙC. KAI ΠΑΝΤΟΔΑΠΑΙC EIKONΩΝ ΠΟΙΚΙΛΙΑΙC. COI ΤΩ ΔΟΤΗΡΙΤΩΝ ΚΑΛΠΩΝ | “ |

## Архитектура
Представлява малка еднокорабна църква с нартекс. Зидарията и керамопластичната декорация са в стил клоазоне. Хоризонталните слоеве са от двойни или тройни керамични плочи, а между варовиковите камъни има керамични блокове. Така църквата е от групата класически византийски костурски църкви.

## Стенописи
Църквата е била изписана отвън на източната стена и около входа. Вътрешното изписване е с високо качество и наподобява това на втория слой на „Свети Безсребреници“. На източната страна, в конхата на апсидата е изписана Света Богородица Ширшая небес, Благовещение и Дейсис. Всички други стени са разделени на три зони. В първата има изображения на светци в цял ръст, като преобладават военните, заради професията на ктитора. Във втората има допоясни изображения на светци, а в третата – сцени от Дванадесетте празника. На западната стена в средната зона доминира сцената Успение Богородично. Иконографската програма на нартекса е посветена на Свети Николай. На източната стена на нартекса има изображение на ктитора - магистър Каснидзис, придружен от съпругата си Анна, подава модел на храма на Свети Николай.
Стилът показва уклон към монументални композиции, но същевременно показва внимание към индивидуалните фигури. Иконографската схема е превръща в модел за по-късни църкви главно от XIV и XV век.
- Стенописно изображение на Свети Нестор
- Стенописно изображение на Свети Мина
- Стенописно изображение на Свети Николай
- Свети Мардарий и Свети Евгений Трапезундски